# Majvalův dub
Majvalův dub je památný strom solitérní dub letní (Quercus robur). Roste ve východní části obce Jenišov v okrese Karlovy Vary v Karlovarském kraji, v zahradě rodinného domu čp. 38, poblíž novostaveb rodinných domů. Strom s pravidelnou kulovitou korunou má obvod kmene 395 cm, koruna sahá do výšky 21 m (měření 2005). Na stránkách obce Jenišov se uvádí, že se jedná o dub zimní, v Registru památných stromů AOPK ČR se uvádí dub letní. Dub je chráněn od roku 2004 jako esteticky zajímavý strom, významný stářím a vzrůstem.

## Stromy v okolí
- Dub U Vorlů
- Jenišovský dub
- Žalman
- Dub u Nešporů
- Tuhnické lípy